# Míchel
José Miguel González Martín del Campo, legtöbbször egyszerűen Míchel (Madrid, 1963. március 23. –), spanyol labdarúgó-középpályás, edző, műsorvezető. 1982 és 1996 között a Real Madrid játékosa volt.
1985 és 1992 között 66 alkalommal lépett pályára a  spanyol válogatottban, két világbajnokságon (1988 és 1990) szerepelt. 2005-ben kezdett menedzserként dolgozni, és az Olimbiakósz csapatát két görög bajnoki címhez segítette.

## Pályafutása
1982 és 1996 között 404 első ligás mérkőzésen játszott a Real Madrid színeiben, és 96 gólt szerzett. Emellett 53 kupameccsen kilenc, 89 BEK-mérkőzésen 20 gólt ért el.
66 nemzetközi mérkőzésen szerepelt a spanyol válogatottban. Részt vett az 1986-os világbajnokságon, az 1988-as Európa-bajnokságon és az 1990-es világbajnokságon; összesen 21 góllal járult hozzá a nemzeti együttes sikereihez.

### Edzőként
A játékos-pályafutása után több évig a spanyol médiában dolgozott futballszakértőként és kommentátorként, mielőtt a 2005–06-os szezonban átvette a Rayo Vallecano edzői posztját. 2006. július 5-én, az újonnan megválasztott elnök, Ramón Calderón irányítása alatt visszatért korábbi klubjához, a Real Madridhoz, ahol egy évig a tartalékcsapat, a Real Madrid B edzője volt. 2009 áprilisában Getafe szerződtette. 2012 februárjában Marcelino García Toral utódja lett a Sevillanál, de 2013 januárjában menesztették a csapat számos kudarca miatt. 2013. február 4-én mutatták be az Olimbiakósz új edzőjeként, 2015 nyaráig írt alá. Sikeres időszakot zárt: görög bajnok és görög kupagyőztes lett a 2012–13-as szezonban. 

## Sikerei, díjai
Real Madrid
- Spanyol bajnokság (6): 1985–86, 1986–87, 1987–88, 1988–89, 1989–90, 1994–95[2]
- Spanyol kupa (2): 1988–89, 1992–93[2]
- Spanyol szuperkupa (4): 1988, 1989, 1990, 1993[2]
- Spanyol ligakupa (1): 1985[2]
- UEFA-kupa (2): 1984–85, 1985–86[2]
- Copa Iberoamericana (1): 1994[2]

 Spanyolország U21
- U21-es labdarúgó-Európa-bajnokság második helyezett (1): 1984[3]

### Edzőként
Olimbiakósz
- Görög bajnokság (2): 2012–13, 2013–14[4]
- Görög kupa (1): 2012–13[4]

 Al-Kvadszija
- Szaúdi első osztály (1): 2023–24

### Egyéni
- Az év spanyol játékosa a La Ligában: 1986
- Az UEFA-bajnokok ligája gólkirályai: 1987–88
- Világbajnokság bronzcipő: 1990
- Aranylabda: 1987 (4. hely)